# 益信 (浮世絵師)

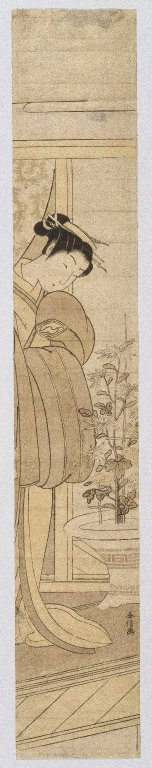
「菊を見る女」　柱絵、益信画。ブルックリン美術館所蔵。

益信（ますのぶ、生没年不詳）とは、江戸時代の浮世絵師。

## 来歴
師系不明。鈴木春信の画風だが、春信の門人だったかどうかは明らかではない。作画期は明和の頃とされ、「益信画」と落款した柱絵と肉筆画を残している。なお大英博物館所蔵の柱絵には、「益信画」の落款の下に「濱民」と読める印章がある。

## 作品
- 「花入れに菊を活ける女」　柱絵　大英博物館所蔵
- 「笛を吹く若衆と手燭を持つ女」　柱絵　大英博物館所蔵
- 「花見をさまたげる猿」　柱絵　ボストン美術館所蔵
- 「見立黄石公･張良」　同上
- 「清水の舞台より跳ぶ美人」　柱絵　ハーバード大学所蔵
- 「見立忠臣蔵七段目」　柱絵
- 「菊を見る女」　柱絵　ブルックリン美術館所蔵
- 「七福神」　柱絵　足立区郷土博物館所蔵
- 「布袋と美人」　柱絵
- 「三番叟」　柱絵
- 「品川青楼図」　紙本着色　鎌倉国宝館所蔵　※画中画に「益信画」の落款あり
- 「品川遊女まりつき図」　紙本著色　鎌倉国宝館所蔵　※「益信画」の落款あり
- 「語らい図」　紙本着色　※「益信画」の落款あり。那須ロイヤル美術館（小針コレクション）旧蔵